# Кризис (телесериал)
«Кризис» (англ. Crisis) — американский драматический телесериал, созданный Рэндом Рэвичом. Сериал вошёл в телевизионный сезон 2013/14 телеканала NBC. Премьера сериала состоялась в середине сезона 16 марта 2014 года. 9 мая 2014 года телесериал был закрыт телеканалом NBC после первого сезона.

## Производство
NBC выкупила сценарий телесериала у Рэнда Рэвича с обязательством отснять пилотный эпизод в августе 2012 года. В январе 2013 года NBC дает «зеленый свет» на производство пилотного выпуска. Сцены школы из пилотного эпизода были сняты в старшей школе «Northside College Preparatory» в Чикаго. 12 мая 2013 года телесериал был включен в телевизионное расписание 2013-14.
1 ноября 2013 года, когда было отснято уже 6 эпизодов телесериала, производство было остановлено на неделю. Перерыв в съемках был связан с тем, что развитие сюжета в сериале не соответствовало тону пилотного выпуска, который ранее получил очень хорошие отзывы. Перерыв был необходим для того, чтобы сценаристы смогли вернуть сюжет телесериала к истокам пилотной серии. Позже съемки возобновились.

## Синопсис
Во время школьной поездки студенты средней школы Ballard, состоящей в основной из детей Вашингтонской элиты, куда входил в том числе и сын президента США, попадают в засаду. Маркус Финли агент секретной службы США оказывается в центре общенационального кризиса в стране, в первый день своей работы.

## Актёры и персонажи

### Основной состав
- Дермот Малруни — Фрэнсис Гибсон, бывший аналитик ЦРУ, которого предало государство.
- Рэйчел Тейлор — агент ФБР Сьюзи Данн.
- Лэнс Гросс — специальный агент секретной службы Маркуса Финли, новобранец, которого предал напарник.
- Джеймс Лафферти — мистер Нэш, учитель.
- Макс Мартини — Коз, наёмник, нанятый Гибсоном.
- Майкл Бич Олсен, директор ФБР.
- Стиви Линн Джонс — Бет Энн Гибсон, дочь Фрэнсиса.
- Хелстон Сейдж — Эмбер Фитч, биологическая дочь Сьюзи, которую Мэг воспитывает как своего ребёнка.
- Макс Шнайдер — Ян Мартинес, лучший друг Бет.
- Джошуа Эренберг — Антон Рот.
- Джиллиан Андерсон — Мэг Фитч, генеральный директор международной ИТ-компании и старшая сестра Сьюзи.

### Второстепенный состав
- Дэвид Эндрюс — агент Секретной службы Харст, глава службы безопасности Белого дома.
- Дэвид Чисам — Ноа Фитч, муж Мэг.
- Адам Скотт Миллер — Кайл Дэвор, сын президента США.
- Брэндон Руитье — Люк Патнэм.
- Шэвон Киркси — Слоун Ярроу.
- Раммел Чан — Йинь Ляо.
- Дэн Уоллер — агент Секретной службы Вэленс.
- Джессика Дин Тернер — оператор связи, работающий на Гибсона.
- Марк Вэлли — директор ЦРУ Гэб Вайденер.
- Джон Генри Кэнаван — Морган Рот.
- Марта Бирн — Мари Вирт.

## Список эпизодов
| №  | Заголовок                             | Режиссёр(ы)          | сценарист(ы)           | Дата показа в США | Производ. код | Зрители США (миллионы) |
| -- | ------------------------------------- | -------------------- | ---------------------- | ----------------- | ------------- | ---------------------- |
| 1  | «Пилот» «Pilot»                       | Филлип Нойс          | Рэнд Рэвич             | 16 марта 2014     | 1AWN79        | 6.53                   |
| 2  | «If You Are Watching This, I Am Dead» | Питер Маркл          | Рэнд Рэвич             | 23 марта 2014     | 1AWN02        | 5.14                   |
| 3  | «What Was Done To You»                | Марк Пизнарский      | Рэнд Рэвич             | 30 марта 2014     | 1AWN03        | 4.34                   |
| 4  | «We Were Supposed to Help Each Other» | Фредерик Кинг Келлер | Рэнд Рэвич             | 6 апреля 2014     | 1AWN04        | 4.47                   |
| 5  | «Designated Allies»                   | Кристиан Мур         | Фар Шариат             | 13 апреля 2014    | TBA           | 4.07                   |
| 6  | «Here He Comes»                       | Ник Гомес            | Сэм Эрнст и Джимм Данн | 20 апреля 2014    | TBA           | 3.73                   |
| 7  | «Homecoming»                          | Стивен ДеПол         | Эрик Олесон            | 27 апреля 2014    | TBA           | 4.01                   |
| 8  | «How Far Would You Go»                | Сара Пиа Андерсон    | Доун ДеНун             | 4 мая 2014        | TBA           | 3.61                   |
| 9  | «You Do Not Know War»                 | Неизвестно           | Неизвестно             | 25 мая 2014       | TBA           | н/д                    |
| 10 | «Found»                               | Неизвестно           | Неизвестно             | 1 июня 2014       | TBA           | н/д                    |
| 11 | TBA                                   | TBD                  | TBD                    | 15 июня 2014      | TBA           | TBD                    |

## Реакция

### Отзывы критиков
Кризис набрал 63 балла из 100 на сайте отзывов Metacritic, основываясь на 29 отзывах. На другом сайте отзывов, Rotten Tomatoes, он набрал 61 % с рейтингом 6,8 баллов из 10, основываясь на 31 отзыве.

### Рейтинги
| № | Название                              | Дата показа    | Рейтинг (18-49) | Зрителей (миллионов) | DVR 18-49 | DVR зрителей (миллионов) | Всего 18-49 | Всего зрителей (миллионов) |
| - | ------------------------------------- | -------------- | --------------- | -------------------- | --------- | ------------------------ | ----------- | -------------------------- |
| 1 | «Pilot»                               | 16 марта 2014  | 1.6/4           | 6.53                 | N/A       | N/A                      | N/A         | N/A                        |
| 2 | «If You Are Watching This, I Am Dead» | 23 марта 2014  | 1.3/3           | 5.14                 | N/A       | 2.76                     | N/A         | 7.90                       |
| 3 | «What Was Done To You»                | 30 марта 2014  | 1.1/3           | 4.34                 | 0.6       | 2.22                     | 1.7         | 6.56                       |
| 4 | «We Were Supposed To Help Each Other» | 6 апреля 2014  | 1.0/3           | 4.47                 | 0.7       | N/A                      | 1.7         | N/A                        |
| 5 | «Designated Allies»                   | 13 апреля 2014 | 1.1/3           | 4.07                 | 0.7       | 2.21                     | 1.8         | 6.28                       |
| 6 | «Here He Comes»                       | 20 апреля 2014 | 0.9/3           | 3.73                 | 0.7       | 2.22                     | 1.8         | 5.95                       |
| 7 | «Homecoming»                          | 27 апреля 2014 | 1.0/3           | 4.01                 |           |                          |             |                            |
| 8 | «How Far Would You Go?»               | 4 мая 2014     | 1.0/3           | 3.61                 |           |                          |             |                            |